# Dendrocnide cordifolia
Dendrocnide cordifolia là loài thực vật có hoa trong họ Tầm ma. Loài này được (L.S.Sm.) Jackes mô tả khoa học đầu tiên năm 1997.